# La Paz (Agusan del Sur)
La Paz (Bayan ng La Paz) är en kommun i Filippinerna. Kommunen ligger på ön Mindanao, och tillhör provinsen Agusan del Sur. Folkmängden uppgår till 28 217 invånare år 2015.
La Paz är indelat i 15 barangayer.